# Mont Parthénion
Le mont Parthénion (en grec ancien Παρθένιον, « mont de la jeune fille ») est une montagne à la limite entre l'Arcadie et l'Argolide, dans le Péloponnèse, en Grèce.
Il est situé sur la frontière entre le plateau arcadien et la plaine d'Argolide ; les routes anciennes et la route moderne le franchissant passent par différents cols en contrebas.
Dans la mythologie grecque, plusieurs héros sont exposés sur le mont Parthénion à leur naissance. Télèphe, un des fils d'Héraclès, y est abandonné par Nauplios dans certaines versions. Parthénopée, fils d'Atalante, y est aussi exposé selon certains auteurs.
À l'époque classique, l'historien Hérodote rapporte que, pendant la première guerre médique, Philippidès, un messager envoyé par les Athéniens à Sparte, aurait vu le dieu Pan lui apparaître sur cette montagne, au-dessus de Tégée, pour lui demander pourquoi les Athéniens ne lui rendaient aucun culte malgré les services qu'il leur avait rendus. Philippidès rapporta sa vision aux Athéniens, qui, après la guerre, fondèrent un sanctuaire de Pan au pied de l'Acropole et instituèrent des rites en l'honneur du dieu.
Son nom moderne serait Kténia ou Roino, mais le nom antique est actuellement le plus couramment utilisé.
Le mont a donné son nom en 1927 à un village bâti à son pied, auparavant appelé Verzová (Βερζοβά).